# Сатурн (премия, 2025)
52-я церемония вручения наград премии «Сатурн», присуждаемых Академией научной фантастики, фэнтези и фильмов ужасов лучшим работам в жанрах научной фантастики, фэнтези, ужасов и других жанрах, относящихся к жанрам фантастики в кино, телевидении и изданиях домашних медиа.
Церемония награждения состоялась 2 февраля 2025 года в отеле «Hilton Universal City» в Лос-Анджелесе, Калифорния и в третий раз подряд транслировалась в прямом эфире в приложении OTT и на канале ElectricNOW. Также трансляция впервые прошла на стриминговой платформе The Roku Channel. Ведущим в третий раз подряд стал Джоэл Макхейл. Кроме того, церемония 2025 года была посвящена памяти кинопродюсера Джона Ландау (1960—2024), работавшего с многократным номинантом на «Сатурн» Джеймсом Кэмероном. В связи с лесными пожарами в Южной Калифорнии трансляция сопровождалась QR-кодами, отсканировав которые, как посетители церемонии, так и зрители могли сделать пожертвования для возмещения ущерба.
Номинанты были объявлены 5 декабря 2024 года. Среди кинофильмов больше всего номинаций было у эпической научно-фантастической ленты «Дюна: Часть вторая», — четырнадцать, на девять больше, чем было у первой части в 2022 году, — в том числе в категории «Лучший научно-фантастический фильм» и ещё в пяти актёрских; за ней следуют картины «Битлджус Битлджус» (тринадцать номинаций) и «Дэдпул и Росомаха» (десять номинаций). Что касается категорий в области телевидения, список номинантов возглавили сериалы «Фоллаут» и «Ходячие мертвецы: Выжившие», выдвинутые на премию в пяти различных категориях. «Дюна: Часть вторая» получила пять наград, в том числе в номинациях «Лучший научно-фантастический фильм» и «Лучший режиссёр» (Дени Вильнёв); «Битлджус Битлджус» удостоился четырёх премий, а «Дэдпул и Росомаха» — трёх. Касаемо сериалов, по две награды получили «Кобра Кай», «Пингвин» и «Фоллаут».
Касаемо специальных наград «Сатурн», «Фоллаут» получил приз Spotlight Award, Уильяму Шетнеру вручили премию за пожизненные достижения, а фильм «Назад в будущее» (1985) в честь своего 40-летия был удостоен премии Джорджа Пала; от лица картины награду получили актёры Кристофер Ллойд и Лиа Томпсон, композитор Алан Сильвестри и сценарист и продюсер Боб Гейл. Лоренс Фишберн получил премию «Наследие Лэнса Реддика», которая отмечает исключительный талант и характер исполнителя, признавая личность, которая служит образцовым послом доброй воли в своей работе, а Хироюки Санада получил «Художественную премию имени Роберта Форстера», которая вручается актёру за его работу и влияние на индустрию в память об актёре Роберте Форстере. Сериал «Супермен и Лоис» удостоился награды «Наследие Дэна Кёртиса» за внесённый проектом вклад в развитие супергеройских историй.
Период подачи заявок для номинантов длился с октября 2023 года по 31 октября 2024 года.

## Изменения в категориях
| Впервые представлены - «Лучший телесериал в жанрах: экшн / приключения / триллер» разделена на: - «Лучший телесериал в жанрах: экшн / триллер» - «Лучший приключенческий телесериал» Переименована - «Лучший новый жанровый телесериал» — «Лучший жанровый комедийный телесериал» | Отменена - «Лучший фильм — экранизация комикса» |

## Лауреаты и номинанты

### Кино
| Лучший научно-фантастический фильм | Лучший фэнтези-фильм |
| --- | --- |
| - «Дюна: Часть вторая» - «Веном: Последний танец» - «Голодные игры: Баллада о змеях и певчих птицах» - «Мегалополис» - «Планета обезьян: Новое царство» - «Фуриоса: Хроники Безумного Макса» | - «Битлджус Битлджус» - «Бедные-несчастные» - «Вонка» - «Годзилла и Конг: Новая империя» - «Моя старая задница» - «Охотники за привидениями: Леденящий ужас» |
| Лучший фильм ужасов | Лучший приключенческий фильм или боевик |
| - «Чужой: Ромул» - «Нежить» - «Омен. Первое знамение» - «Собиратель душ» - «Тихое место: День первый» - «Улыбка 2» - «Эбигейл» | - «Дэдпул и Росомаха» - «Аргайл: Супершпион» - «Каскадёры» - «Министерство неджентльменских дел» - «Покажи мне Луну» - «Смерч 2» |
| Лучший фильм в жанре триллер | Лучший анимационный фильм |
| - «Сталкер» - «Не говори никому» - «Одинокие волки» - «Падение империи» - «Подай знак» - «Солтберн» | - «Дикий робот» - «Гадкий я 4» - «Головоломка 2» - «Кунг-фу панда 4» - «Мальчик и птица» - «Семья шпиона: Код „белый“» - «Трансформеры: Начало» |
| Лучший независимый фильм | Лучший иностранный фильм |
| - «Полночь с дьяволом» - «Герой наших снов» - «Максин XXX» - «Субстанция» - «Тельма» - «Чаща» | - «Годзилла: Минус один» ( Япония) - «Астрал. Медиум» ( Ирландия) - «Королевство зверей» ( Франция) - «Манкимэн» ( Канада / США) - «Общество снега» ( Испания) - «Схватка» ( Индия) |
| Лучший режиссёр | Лучший сценарий |
| - Дени Вильнёв — «Дюна: Часть вторая» - Феде Альварес — «Чужой: Ромул» - Тим Бёртон — «Битлджус Битлджус» - Уэс Болл — «Планета обезьян: Новое царство» - Шон Леви — «Дэдпул и Росомаха» - Джей Ти Моллнер — «Сталкер» - Такаси Ямадзаки — «Годзилла: Минус один» | - «Собиратель душ» — Осгуд Перкинс - «Битлджус Битлджус» — Альфред Гоф и Майлз Миллар - «Годзилла: Минус один» — Такаси Ямадзаки - «Дэдпул и Росомаха» — Райан Рейнольдс, Ретт Риз, Пол Верник, Зеб Уэллс и Шон Леви - «Дюна: Часть вторая» — Дени Вильнёв и Джон Спэйтс - «Планета обезьян: Новое царство» — Джош Фридман - «Сталкер» — Джей Ти Моллнер                                            |
| Лучший актёр | Лучшая актриса |
| - Николас Кейдж — «Герой наших снов» (за роль Пола Мэтьюза) - Том Блайт — «Голодные игры: Баллада о змеях и певчих птицах» (за роль Кориолана «Корио» Сноу) - Кайл Галлнер — «Сталкер» (за роль Демона) - Дэвид Дастмалчян — «Полночь с дьяволом» (за роль Джека Делроя) - Майкл Китон — «Битлджус Битлджус» (за роль Битлджуса) - Райан Рейнольдс — «Дэдпул и Росомаха» (за роль Уэйда Уилсона / Дэдпула) - Тимоти Шаламе — «Дюна: Часть вторая» (за роль Пола Атрейдеса) | - Деми Мур — «Субстанция» (за роль Элизабет Спаркл) - Лупита Нионго — «Тихое место: День первый» (за роль Самиры) - Вайнона Райдер — «Битлджус Битлджус» (за роль Лидии Дитц) - Наоми Скотт — «Улыбка 2» (за роль Скай Райли) - Джун Скуибб — «Тельма» (за роль Тельмы Пост) - Аня Тейлор-Джой — «Фуриоса: Хроники Безумного Макса» (за роль Фуриосы) - Уилла Фицджералд — «Сталкер» (за роль Леди) |
| Лучший актёр второго плана | Лучшая актриса второго плана |
| - Хью Джекман — «Дэдпул и Росомаха» (за роль Логана / Росомахи) - Остин Батлер — «Дюна: Часть вторая» (за роль Фейд-Рауты Харконнена) - Джош Бролин — «Дюна: Часть вторая» (за роль Гурни Халлека) - Уиллем Дефо — «Битлджус Битлджус» (за роль Вульфа Джексона) - Дэвид Джонссон — «Чужой: Ромул» (за роль Энди) - Николас Кейдж — «Собиратель душ» (за роль Дейла Фердинанда Коббла / Собирателя душ) - Оуэн Тиг — «Планета обезьян: Новое царство» (за роль Ноа) | - Ребекка Фергюсон — «Дюна: Часть вторая» (за роль Леди Джессики) - Зендея — «Дюна: Часть вторая» (за роль Чани) - Эмма Коррин — «Дэдпул и Росомаха» (за роль Кассандры Нова) - Маргарет Куолли — «Субстанция» (за роль Сью) - Джульетт Льюис — «Чаща» (за роль Билл Резаное Горло) - Кейли Спейни — «Чужой: Ромул» (за роль Рейн Каррадайн) - Барбара Херши — «Сталкер» (за роль Женевьев)         |
| Лучший молодой актёр или актриса | Лучший монтаж |
| - Дженна Ортега — «Битлджус Битлджус» (за роль Астрид Дитц) - Фрейя Аллан — «Планета обезьян: Новое царство» (за роль Мэй) - Алиша Вейр — «Эбигейл» (за роль Эбигейл) - Маккенна Грейс — «Охотники за привидениями: Леденящий ужас» (за роль Фиби Спенглер) - Рэйчел Зеглер — «Голодные игры: Баллада о змеях и певчих птицах» (за роль Люси Грей Бейрд) - Кала Лейн — «Вонка» (за роль Нудл) - Кейли Хоттл — «Годзилла и Конг: Новая империя» (за роль Джии) | - «Дэдпул и Росомаха» — Дин Циммерман и Шейн Рид - «Битлджус Битлджус» — Джей Прычидны - «Дюна: Часть вторая» — Джо Уокер - «Падение империи» — Джейк Робертс - «Сталкер» — Кристофер Робин Белл - «Фуриоса: Хроники Безумного Макса» — Элиот Нэпман и Маргарет Сиксел |
| Лучшая музыка | Лучшая работа художника-постановщика |
| - «Битлджус Битлджус» — Дэнни Эльфман - «Голодные игры: Баллада о змеях и певчих птицах» — Джеймс Ньютон Ховард - «Дюна: Часть вторая» — Ханс Циммер - «Охотники за привидениями: Леденящий ужас» — Дарио Марианелли - «Планета обезьян: Новое царство» — Джон Пизано - «Улыбка 2» — Кристобаль Тапиа де Вир | - «Дюна: Часть вторая» — Патрик Вермитт - «Битлджус Битлджус» — Марк Скратон - «Дэдпул и Росомаха» — Рэй Чан - «Планета обезьян: Новое царство» — Дэниел Т. Дорренс - «Собиратель душ» — Дэнни Вермитт - «Чужой: Ромул» — Наман Маршалл |
| Лучший дизайн костюмов | Лучший грим |
| - «Битлджус Битлджус» — Коллин Этвуд - «Вонка» — Линди Хемминг - «Голодные игры: Баллада о змеях и певчих птицах» — Триш Саммервиль - «Дэдпул и Росомаха» — Грэм Чёрчард и Майес К. Рубео - «Дюна: Часть вторая» — Жаклин Уэст - «Охотники за привидениями: Леденящий ужас» — Алексис Форте и Рут Майерс | - «Субстанция» — Пьер-Оливье Персен - «Битлджус Битлджус» — Нил Скэнлан, Кристин Бланделл и Лиза Уорренер - «Дюна: Часть вторая» — Дональд Моват, Лав Ларсон, Ева фон Бар и Рут Хейни - «Собиратель душ» — Феликс Фокс и Мадлен Херманс - «Улыбка 2» — Джереми Селенфренд, Саша Гроссман и Алек Гиллис - «Чужой: Ромул» — Пэм Смит                                                                  |
| Лучшие спецэффекты | |
| - «Дюна: Часть вторая» — Пол Ламберт, Стивен Джеймс, Риз Сэлкомб и Герд Нефзер - «Битлджус Битлджус» — Энгус Бикертон, Джеймс Бреннан-Крэддок, Нил Скэнлан и Стефано Пепин - «Годзилла: Минус один» — Масаки Такахаси, Тацудзи Нодзима, Киёко Сибуя и Такаси Ямадзаки - «Дэдпул и Росомаха» — Свен Гиллберг, Мэттью Твайфорд, Венсан Папе и Доминик Туохи - «Планета обезьян: Новое царство» — Эрик Уинкист, Стефен Унтерфранц, Пол Стори и Родни Бёрк - «Смерч 2» — Бен Сноу, Флориан Витцель, Билл Георгиу и Скотт Р. Фишер - «Чужой: Ромул» — Эрик Барба, Нельсон Сепульведа-Фаузер, Дэниел Макарин и Шейн Махан | |

### Телевидение

#### Программы
| Лучший научно-фантастический телесериал | Лучший телесериал в жанре фэнтези |
| --- | --- |
| - «Фоллаут» (Prime Video) - «Асока» (Disney+) - «Задача трёх тел» (Netflix) - «Звёздный путь: Дискавери» (Paramount+) - «Ковчег» (Syfy) - «Тёмная материя» (Apple TV+)                    | - «Дом Дракона» (Max) - «Аватар: Легенда об Аанге» (Netflix) - «Властелин колец: Кольца власти» (Prime Video) - «Перси Джексон и Олимпийцы» (Disney+) - «Ради всего человечества» (Apple TV+) - «Хроники Спайдервика» (The Roku Channel) |
| Лучший телесериал в жанре хоррор | Лучший телесериал в жанрах: экшн / триллер |
| - «Извне» (MGM+) - «Гротеск» (FX) - «Зло» (Paramount+) - «Интервью с вампиром» (AMC) - «Калейдоскоп ужасов» (Shudder) - «Ходячие мертвецы: Дэрил Диксон» (AMC) - «Чайная чашка» (Peacock) | - «Кобра Кай» (Netflix) - «Большой потенциал» (ABC) - «Босх: Наследие» (Amazon Freevee) - «Король Талсы» (Paramount+) - «Настоящий детектив: Страна ночи» (Max) - «Поиски» (NBC) - «Презумпция невиновности» (Apple TV+)                 |
| Лучший приключенческий телесериал | Лучший анимационный телесериал или спецвыпуск |
| - «Монарх: Наследие монстров» (Apple TV+) - «Ла-Брея» (NBC) - «Мистер и миссис Смит» (Prime Video) - «Ричер» (Prime Video) - «Сёгун» (FX) - «Шугар» (Apple TV+)                           | - «Звёздные войны: Бракованная партия» (Disney+) - «Бэтмен: Крестоносец в плаще» (Prime Video) - «Гремлины: Дикая партия» (Max) - «Звёздный путь: Нижние палубы» (Paramount+) - «Кайдзю № 8» (Crunchyroll) - «Люди Икс ’97» (Disney+)    |
| Лучший супергеройский телесериал | Лучшая телепостановка |
| - «Это всё Агата» (Disney+) - «Пингвин» (Max) - «Академия Амбрелла» (Netflix) - «Локи» (Disney+) - «Пацаны» (Prime Video) - «Супермен и Лоис» (The CW)                                    | - «Ходячие мертвецы: Выжившие» (AMC) - «Жребий» (Max) - «Замри» (Netflix) - «Квартира 7А» (Paramount+) - «Падение дома Ашеров» (Netflix) - «Рипли» (Netflix) - «Фарго» (FX)                                                              |
| Лучший жанровый комедийный телесериал | |
| - «Призраки» (Си-би-эс) - «Засланец из космоса» (Syfy) - «Третий лишний» (Peacock) - «Убийства в одном здании» (Hulu) - «Чаки» (Syfy) - «Чем мы заняты в тени» (FX)                       | |

#### Актёрские категории
| Лучший телеактёр | Лучшая телеактриса |
| --- | --- |
| - Колин Фаррелл — «Пингвин» (Max) (за роль Освальда «Оза» Кобблпота / Пингвина) - Уолтон Гоггинс — «Фоллаут» (Prime Video) (за роль Гуля / Купера Ховарда) - Эндрю Линкольн — «Ходячие мертвецы: Выжившие» (AMC) (за роль Рика Граймса) - Гарольд Перрино — «Извне» (MGM+) (за роль Бойда Стивенса) - Курт Рассел и Уайатт Рассел — «Монарх: Наследие монстров» (Apple TV+) (за роль Ли Шоу) - Норман Ридус — «Ходячие мертвецы: Дэрил Диксон» (AMC) (за роль Дэрила Диксона) - Джон Хэмм — «Фарго» (FX) (за роль шерифа Роя Тиллмана) | - Розарио Доусон — «Асока» (Disney+) (за роль Асоки Тано) - Данай Гурира — «Ходячие мертвецы: Выжившие» (AMC) (за роль Мишонн) - Эмма Д’Арси — «Дом Дракона» (HBO / Max) (за роль принцессы / королевы Рейениры Таргариен) - Мелисса Макбрайд — «Ходячие мертвецы: Дэрил Диксон» (AMC) (за роль Кэрол Пелетье) - Элла Пернелл — «Фоллаут» (Prime Video) (за роль Люси Маклин) - Джоди Фостер — «Настоящий детектив: Страна ночи» (Max) (за роль шефа Лиз Дэнверс) - Кэтрин Хан — «Это всё Агата» (Disney+) (за роль Агаты Харкнесс) |
| Лучший телеактёр второго плана | Лучшая телеактриса второго плана |
| - Энтони Старр — «Пацаны» (Prime Video) (за роль Хоумлендера) - Мэтт Берри — «Чем мы заняты в тени» (FX) (за роль Лесли Крейвенсуорта) - Брэндон Скотт Джонс — «Призраки» (Си-би-эс) (за роль Айзека Хиггинтута) - Ламорн Моррис — «Фарго» (FX) (за роль Уитли «Витта» Фарра) - Аарон Мотен — «Фоллаут» (Prime Video) (за роль Максимуса) - Мэтт Смит — «Дом Дракона» (HBO / Max) (за роль принца / короля Дейемона Таргариена) - Генри Томас — «Падение дома Ашеров» (Netflix) (за роль Фредерика Ашера)                              | - Кристин Милиоти — «Пингвин» (Max) (за роль Софии Фальконе) - Дженнифер Коннелли — «Тёмная материя» (Apple TV+) (за роль Даниэлы Дессен) - Дженнифер Джейсон Ли — «Фарго» (FX) (за роль Лоррейн Лион) - Поллианна Макинтош — «Ходячие мертвецы: Выжившие» (AMC) (за роль Джадис Стокс / Энн) - Анна Саваи — «Монарх: Наследие монстров» (Apple TV+) (за роль Кейт Ранды) - Элизабет Сондерс — «Извне» (MGM+) (за роль Донны Рейнс) - Ребекка Уайсоки — «Призраки» (Си-би-эс) (за роль Генриетты «Гетти» Вудстоун)                  |
| Лучший молодой актёр или актриса в телесериале | Лучшая приглашённая звезда в телесериале |
| - Шоло Маридуэнья — «Кобра Кай» (Netflix) (за роль Мигеля Диаса) - Закари Артур – «Чаки» (Syfy) (за роль Джейка Уилера) - Кэмерон Кроветти — «Пацаны» (Prime Video) (за роль Райана) - Джо Лок — «Это всё Агата» (Disney+) (за роль Билли Максимоффа / Уильяма Каплана) - Рензи Фелиз — «Пингвин» (Max) (за роль Виктора «Вика» Агиляра) - Ханна Черами — «Извне» (MGM+) (за роль Джули Мэттьюз) - Луис Пуэш Шильюцци — «Ходячие мертвецы: Дэрил Диксон» (AMC) (за роль Лоран Карьер)                                                  | - Марк Хэмилл — «Падение дома Ашеров» (Netflix) (за роль Артура Гордона Пима) - Мэттью Джефферс — «Ходячие мертвецы: Выжившие» (AMC) (за роль Нэта) - Мартин Коув — «Кобра Кай» (Netflix) (за роль Джона Криза) - Куан Ке Хюи — «Локи» (Disney+) (за роль У. Б. / А. Д. Дага) - Кайл Маклахлен — «Фоллаут» (Prime Video) (за роль Хэнка Маклина) - Андреа Мартин — «Зло» (Paramount+) (за роль сестры Андреа) - Обри Плаза — «Это всё Агата» (Disney+) (за роль Смерти)                                                             |

### Домашние издания
| Лучшее издание фильма в формате 4K | Лучшее издание классического фильма |
| --- | --- |
| - «Пила X» (Lionsgate Home Entertainment) - «Багровый пик» (Arrow Video) - «Без лица» (KL Studio Classics) - «Взвод монстров» (KL Studio Classics) - «Ворон» (Paramount) - «Конан-варвар» (Arrow Video) | - «Вторжение похитителей тел» (KL Studio Classics) - «Замочить старушку» (KL Studio Classics) - «Конфискатор» (Criterion Collection) - «Кошмар на улице Вязов» (Warner Home Video) - «Рептиликус» (Vinegar Syndrome) - «Я гуляла с зомби» / «Седьмая жертва» (Criterion Collection)                                                      |
| Лучший коллекционный сборник | Лучшее издание телесериала |
| - «Бэтмен: Коллекция к 85-летию персонажа» (Warner Home Video) - «Агент 117: Коллекция из пяти фильмов» (KL Studio Classics) - «Буйство природы» (Kino Cult) - «Коллекция научно-фантастических боевиков» (KL Studio Classics) - «Коллекция фильмов ужасов Republic Pictures» (KL Studio Classics) - «Рокки: Сокрушительный нокаут» (Warner Home Video) | - «Андор: Весь первый сезон» (Sony Pictures Home Entertainment) - «Интервью с вампиром» (второй сезон) (RLJ Entertainment) - «Коломбо: Возвращение» (KL Studio Classics) - «Ла-Брея: Полное издание» (Universal) - «На краю Вселенной: Полное издание» (к 25-летию сериала) (Shout) - «Приключения Оззи и Харриет: Полное издание» (MPI) |

### Награды за особые достижения
- Spotlight Award — «Фоллаут»[10]
- «Наследие Дэна Кёртиса[англ.]» — «Супермен и Лоис»[17]
- «Премия за пожизненные достижения» — Уильям Шетнер[10]
- «Премия Джорджа Пала» — «Назад в будущее»[10]
- «Наследие Лэнса Реддика» — Лоренс Фишберн[16]
- «Художественная премия имени Роберта Форстера» — Хироюки Санада[16]

## Проекты с несколькими номинациями / победами
| Кол-во номинаций | Кол-во побед | Название фильма                                  | Жанр                 | Дистрибьютор (-ы)                          |
| ---------------- | ------------ | ------------------------------------------------ | -------------------- | ------------------------------------------ |
| 14               | 5            | «Дюна: Часть вторая»                             | Научная фантастика   | Warner Bros. Pictures / Legendary Pictures |
| 13               | 4            | «Битлджус Битлджус»                              | Фэнтези              | Warner Bros. Pictures                      |
| 10               | 3            | «Дэдпул и Росомаха»                              | Боевик / приключения | Marvel / Walt Disney Studios               |
| 8                | 0            | «Планета обезьян: Новое царство»                 | Научная фантастика   | 20th Century Studios                       |
| 7                | 1            | «Сталкер»                                        | Триллер              | Miramax / Magenta Light Studios            |
| 7                | 1            | «Чужой: Ромул»                                   | Хоррор               | 20th Century Studios                       |
| 5                | 0            | «Голодные игры: Баллада о змеях и певчих птицах» | Научная фантастика   | Lionsgate Films                            |
| 5                | 1            | «Собиратель душ»                                 | Хоррор               | Neon                                       |
| 4                | 1            | «Годзилла: Минус один»                           | Фэнтези              | Toho International                         |
| 4                | 0            | «Охотники за привидениями: Леденящий ужас»       | Фэнтези              | Sony Pictures                              |
| 4                | 2            | «Субстанция»                                     | Хоррор               | MUBI                                       |
| 4                | 0            | «Улыбка 2»                                       | Хоррор               | Paramount Pictures                         |
| 3                | 0            | «Вонка»                                          | Фэнтези              | Warner Bros. Pictures                      |
| 3                | 0            | «Фуриоса: Хроники Безумного Макса»               | Научная фантастика   | Warner Bros. Pictures                      |
| 2                | 1            | «Герой наших снов»                               | Хоррор               | A24                                        |
| 2                | 0            | «Годзилла и Конг: Новая империя»                 | Фэнтези              | Warner Bros. Pictures / Legendary Pictures |
| 2                | 0            | «Падение империи»                                | Триллер              | A24                                        |
| 2                | 1            | «Полночь с дьяволом»                             | Хоррор               | IFC Films / Shudder                        |
| 2                | 0            | «Смерч 2»                                        | Боевик / приключения | Universal Pictures                         |
| 2                | 0            | «Тельма»                                         | Комедия              | Magnolia Pictures                          |
| 2                | 0            | «Тихое место: День первый»                       | Хоррор               | Paramount Pictures                         |
| 2                | 0            | «Чаща»                                           | Триллер              | Tubi Movies                                |
| 2                | 0            | «Эбигейл»                                        | Хоррор               | Universal Pictures                         |

| Кол-во номинаций | Кол-во побед | Название сериала                  | Жанр               | Канал       |
| ---------------- | ------------ | --------------------------------- | ------------------ | ----------- |
| 5                | 2            | «Фоллаут»                         | Научная фантастика | Prime Video |
| 5                | 1            | «Ходячие мертвецы: Выжившие»      | Хоррор             | AMC         |
| 4                | 1            | «Извне»                           | Хоррор             | MGM+        |
| 4                | 2            | «Пингвин»                         | Супергероика       | Max         |
| 4                | 0            | «Фарго»                           | Экшн / триллер     | FX          |
| 4                | 0            | «Ходячие мертвецы: Дэрил Диксон»  | Хоррор             | AMC         |
| 4                | 1            | «Это всё Агата»                   | Супергероика       | Disney+     |
| 3                | 1            | «Дом Дракона»                     | Фэнтези            | Max         |
| 3                | 2            | «Кобра Кай»                       | Экшн / триллер     | Netflix     |
| 3                | 1            | «Монарх: Наследие монстров»       | Приключения        | Apple TV+   |
| 3                | 1            | «Падение дома Ашеров»             | Хоррор             | Netflix     |
| 3                | 1            | «Пацаны»                          | Супергероика       | Prime Video |
| 3                | 1            | «Призраки»                        | Комедия            | Си-би-эс    |
| 2                | 1            | «Асока»                           | Научная фантастика | Disney+     |
| 2                | 0            | «Зло»                             | Хоррор             | Paramount+  |
| 2                | 0            | «Интервью с вампиром»             | Хоррор             | AMC         |
| 2                | 0            | «Ла-Брея»                         | Приключения        | NBC         |
| 2                | 0            | «Локи»                            | Супергероика       | Disney+     |
| 2                | 0            | «Настоящий детектив: Страна ночи» | Экшн / триллер     | Max         |
| 2                | 0            | «Тёмная материя»                  | Научная фантастика | Apple TV+   |
| 2                | 0            | «Чаки»                            | Комедия            | Syfy        |
| 2                | 0            | «Чем мы заняты в тени»            | Комедия            | FX          |